# Нур, Лис
Элиза Фирманшах «Лис» Нур (ок. 1938 — 14 марта 1961) — индонезийская актриса. Получила популярность после появления в фильме 1952 года Pulang («Возвращение домой») режиссёра Басуки Эффенди, к 1955 году Нур уже могла требовать вознаграждение в размере 10 000 индонезийских рупий за появления на экране.
Сделав паузу в кинокарьере после рождения первого ребёнка, вернулась в кино в 1960 году с фильмом Pedjuang («Борцы за свободу»). Лис Нур умерла от энцефалита в 1961 году в возрасте 23 лет и была похоронена на кладбище Карет-Бивак.

## Биография

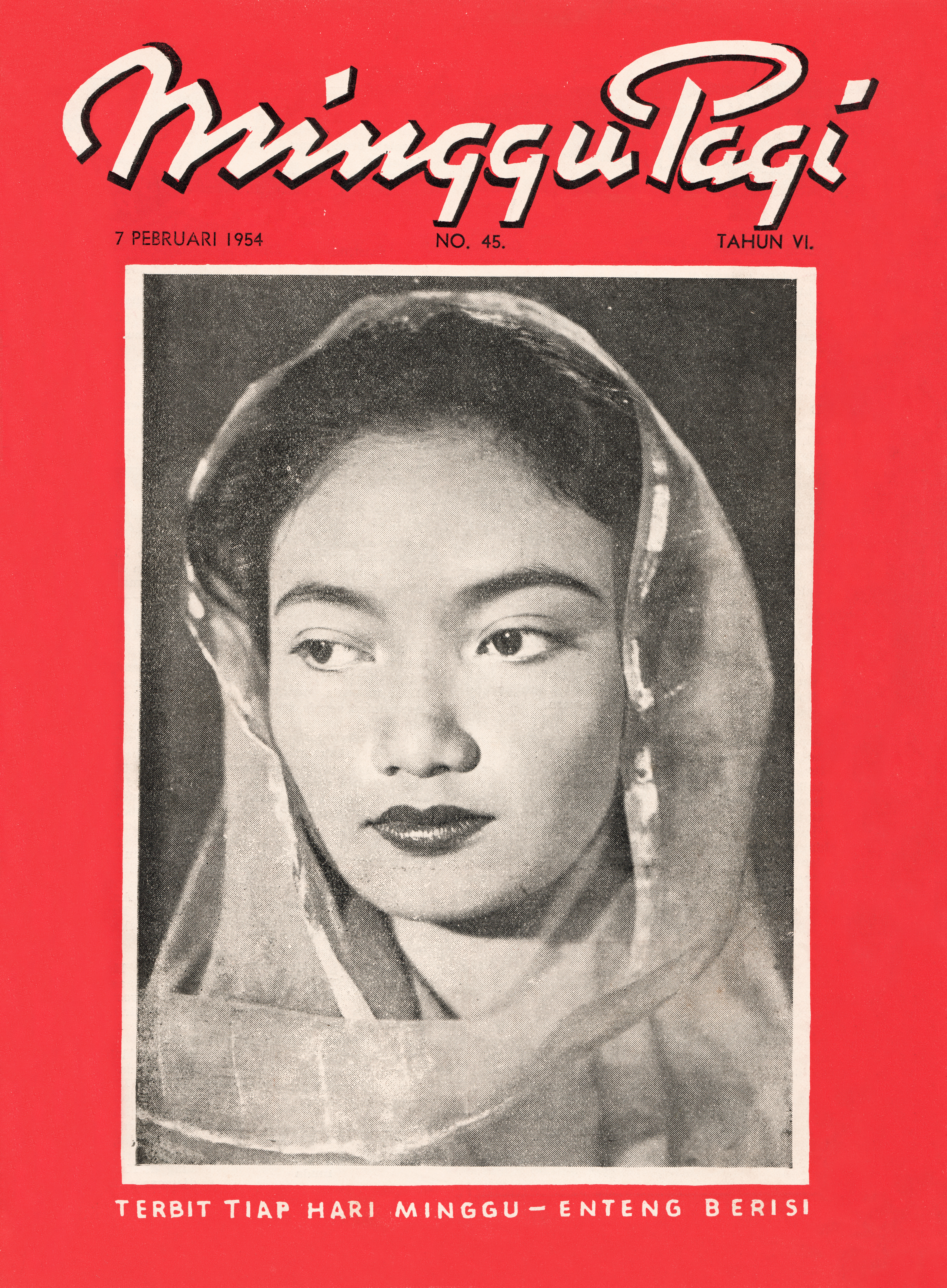
Нур на обложке Minggu Pagi, 7 февраля 1954 года

Нур родилась в голландской Ост-Индии. В интервью журналу Varia она рассказала, что происходит из старинной семьи, которая не хотела, чтобы она была актрисой. Когда она ещё училась в средней школе в Джакарте, в 1952 году, кинорежиссёр Басуки Эффенди предложил ей сняться в фильме Pulang (Возвращение домой). Думая, что cможет оставить кинематограф сразу после этих съёмок, чтобы работать — как её образец для подражания Мария Ульфа Сантосо — на пользу обществу, Нур согласилась на роль. Фильм был принят очень тепло и удостоился обзора в De Nieuwsgier, в котором Нур называли яркой и фотогеничной актрисой.
Нур быстро завоевала популярность в Индонезии, и вскоре предложения начали поступать и от других режиссёров и продюсеров. Она появилась в фильме Rentjong dan Surat в 1953 году, за ней последовал Kopral Djono (1954). В августовском номере журнала Film Varia за 1954 год Хазнам Рахман охарактеризовал Нур как новую надежду индонезийского кино, нашедшую величайший отклик в сердцах зрителей, несмотря на свою ещё короткую фильмографию. Он выразил надежду, что будущее Нур будет светлым, и порекомендовал ей сменить Gabungan Artis Film (Ассоциация кинохудожников, GAF) на более солидную студию, такую как Persari или Perfini.
Как актриса Нур была наиболее продуктивна в 1955 году, снявшись за год в пяти фильмах: Gagal («Провал»), Peristiwa Didanau Toba («Инцидент на озере Тоба»), Sampai Berdjumpa Kembali («Пока мы не встретимся снова»), Ibu dan Putri («Мать и дочь») и Oh, Ibuku («О, мама»). Она могла потребовать 10 000 рупий за фильм, снятый в Джакарте, или 12 500 рупий за фильм, снятый за пределами города. Когда к ней обратились из Honey Motion Pictures с предложением роли в фильме Awan dan Tjemara («Облака и сосны», 1955), она отказалась от главной роли, поскольку ей предложили только 7 500 рупий; роль в итоге досталась новичку, Триане.
В 1956 году Нур отправилась в Гонконг с индонезийской делегацией на 3-й Азиатско-тихоокеанский кинофестиваль. В том же году она снялась в трёх фильмах: Melati Sendja («Сумеречный жасмин»), Peristiwa 10 Nopember («Инцидент 10 ноября») и Rajuan Alam («Зов природы»). В последнем из них Нур снялась вместе с Бамбангом Эрманто в роли мужа и жены, которые должны бороться с малярией. Что касается Rajuan Alam, то в 1957 году Нур отправилась в Токио со своей партнёршей по этому фильму на 4-й Азиатско-тихоокеанский кинофестиваль, где картина участвовала в конкурсе под названием «Дом, жена, поющая птица».
Нур вышла замуж за Фирманшаха (также известного как Дик Нинкеула), сотрудника Produksi Film Negara, с которым она познакомилась на съёмочной площадке Pulang в середине 1950-х годов, вскоре после окончания средней школы. После того, как родился её сын Рио, Нур сделала перерыв в кинокарьере. Она объяснила в интервью Varia 1959 года, что намерена сосредоточиться на воспитании Рио, пока он не станет достаточно взрослым, чтобы она могла вернуться к актёрской работе.
Нур вернулась на киноэкраны в 1960 году с фильмом Pedjuang («Борцы за свободу»), снятом Усмаром Исмаилом, о взводе индонезийских солдат во время войны за независимость страны. Свою последнюю роль, в фильме Pesan Ibu («Послание матери») она сыграла в 1961 году. В этом фильме она появилась в образе молодой женщины, которая должна помогать своей матери поддерживать семью после смерти отца.
12 марта 1961 года, в возрасте 23 лет, Нур была госпитализирована в больницу Cikini в Джакарте по поводу энцефалита. Она умерла через два дня и была похоронена 15 марта на кладбище Карет Бивак. На похоронах несколько киноактеров произнесли хвалебные речи, в том числе Джамалуддин Малик, Турино Йюнаеди и Басуки Эффенди. Среди скорбящих были Читра Деви, София Уолди, Бинг Сламет и Астаман.

## Фильмография
За свою девятилетнюю карьеру Нур снялась в тринадцати фильмах. 
- Pulang (1952)
- Rentjong dan Surat (1953)
- Kopral Djono (1954)
- Gagal (1955)
- Peristiwa Didanau Toba (1955)
- Sampai Berdjumpa Kembali (1955)
- Ibu dan Putri (1955)
- Oh, Ibuku (1955)
- Rajuan Alam (1956)
- Melati Sendja (1956)
- Peristiwa 10 Nopember (1956)
- Pedjuang (1960)
- Pesan Ibu (1961)

## Пояснительные примечания
1. ↑  Согласно данным из мартовского номера Film Varia за 1955, максимальный гонорар индонезийского актёра или актрисы того времени составлял 10 000 индонезийских рупий, хотя некоторые артисты пытались требовать до 15 000 рупий ((Sj. D. 1955, С. 3)).